# The Battle Rages On
The Battle Rages On е 14-ия студиен албум на британската хардрок група Deep Purple, издаден през 1993 г. Това е последния албум, който Ричи Блекмор записва с групата, след което напуска през ноември същата година.
За този албум класическия втори състав се обединява повторно след Perfect Strangers (1984). Бившият вокалист на групата Джо Лин Търнър, говорейки за албума наричайки го The Cattle Grazes On („Добитъкът пасе“) заявява, че имало много по-добър материал, докато той участвал в групата, а Иън Гилън се завърнал и променил много от него.

## Състав
- Иън Гилън – вокал
- Ричи Блекмор – китара
- Роджър Глоувър – бас
- Джон Лорд – орган, клавирни
- Иън Пейс – барабани